# Узбекистан на летних Олимпийских играх 2024

## Медали
| Медаль | Спортсмен(ы) | Вид спорта                                                      | Дисциплина | Дата                                   |
| ------ | --- | --------------------------------------------------------------- | --- | -------------------------------------- |
| 1      | Диёра Келдиёрова Улугбек Рашитов Хасанбой Дусматов Асадхужа Муйдинхужаев Лазизбек Муллажонов Разамбек Жамалов Абдумалик Халоков Баходир Жалолов | Дзюдо · Тхэквондо · Бокс · Бокс · Бокс · Борьба · Бокс · Бокс · | Женщины до 52 кг Мужчины до 68 кг Мужчины до 51 кг Мужчины до 71 кг Мужчины до 92 кг Мужчины до 74 кг Мужчины до 57 кг Мужчины свыше 92 кг | 28 июля 8 августа 9 августа 10 августа |
| 2      | Акбар Джураев Светлана Осипова | Тяжёлая атлетика · Тхэквондо ·                                  | Мужчины до 102 кг Женщины свыше 67 кг | 10 августа 10 августа                  |
| 3      | Музаффарбек Туробоев Алишер Юсупов Гуломжон Абдуллаев                                                                                           | Дзюдо · Дзюдо · Борьба ·                                        | Мужчины до 100 кг Мужчины свыше 100 кг Мужчины до 57 кг                                                                                    | 1 августа 2 августа 9 августа          |

| Вид спорта       | 1 | 2 | 3 | Всего |
| Бокс             | 5 | 0 | 0 | 5     |
| Тхэквондо        | 1 | 1 | 0 | 2     |
| Дзюдо            | 1 | 0 | 2 | 3     |
| Борьба           | 1 | 0 | 1 | 2     |
| Тяжёлая атлетика | 0 | 1 | 0 | 1     |
| Всего            | 8 | 2 | 3 | 13    |

| Медали по датам | Медали по датам | Медали по датам | Медали по датам | Медали по датам | Медали по датам |
| --------------- | --------------- | --------------- | --------------- | --------------- | --------------- |
| Дата            | 1               | 2               | 3               | Всего           |                 |
| 28 июля         | 1               | 0               | 0               | 1               |                 |
| 1 августа       | 0               | 0               | 1               | 1               |                 |
| 2 августа       | 0               | 0               | 1               | 1               |                 |
| 8 августа       | 2               | 0               | 0               | 2               |                 |
| 9 августа       | 2               | 0               | 1               | 3               |                 |
| 10 августа      | 3               | 2               | 0               | 5               |                 |
| Всего           | 8               | 2               | 3               | 13              |                 |

| Медали по полу | Медали по полу | Медали по полу | Медали по полу | Медали по полу |
| -------------- | -------------- | -------------- | -------------- | -------------- |
| Пол            | 1              | 2              | 3              | Итого          |
| Мужчины        | 7              | 1              | 3              | 11             |
| Женщины        | 1              | 1              | 0              | 2              |
| Микст          | 0              | 0              | 0              | 0              |
| Всего          | 8              | 2              | 3              | 13             |

## Квалификация
| № п/п | Вид спорта                  | Мужчины                | Женщины                | Всего          | Всего                  |
| № п/п | Вид спорта                  | Количество спортсменов | Количество спортсменов | Завоевано квот | Количество спортсменов |
| ----- | --------------------------- | ---------------------- | ---------------------- | -------------- | ---------------------- |
| 1     | Академическая гребля        | 2                      | 1                      | 2              | 3                      |
| 2     | Бокс                        | 7                      | 4                      | 11             | 11                     |
| 3     | Борьба                      | 6                      | 1                      | 7              | 7                      |
| 4     | Велоспорт                   | 1                      | 2                      | 4              | 3                      |
| 5     | Спортивная гимнастика       | 3                      |                        | 3              | 3                      |
| 6     | Художественная гимнастика   |                        | 6                      | 2              | 6                      |
| 7     | Гребля на байдарках и каноэ | 1                      | 2                      | 3              | 3                      |
| 8     | Дзюдо                       | 7                      | 5                      | 12             | 12                     |
| 9     | Лёгкая атлетика             | 2                      | 2                      | 4              | 4                      |
| 10    | Прыжки в воду               | 1                      |                        | 1              | 1                      |
| 11    | Плавание                    | 1                      | 1                      | 3              | 2                      |
| 12    | Современное пятиборье       |                        | 1                      | 1              | 1                      |
| 13    | Стрельба из лука            | 1                      | 1                      | 3              | 2                      |
| 14    | Тхэквондо                   | 3                      | 2                      | 5              | 5                      |
| 15    | Тяжёлая атлетика            | 1                      | 2                      | 3              | 3                      |
| 16    | Фехтование                  |                        | 1                      | 1              | 1                      |
| 17    | Футбол                      | 18                     |                        | 1              | 18                     |
|       | ИТОГО                       | 54                     | 31                     | 66             | 85                     |

## Состав команды
Академическая гребля
1. Шахзод Нурматов[англ.]
2. Собиржон Сафаролиев[англ.]
3. Анна Пракатень

 Бокс
1. Хасанбой Дусматов
2. Абдумалик Халоков
3. Руслан Абдуллаев
4. Асадхужа Муйдинхужаев
5. Турабек Хабибуллаев
6. Лазизбек Муллажонов
7. Баходир Жалолов
8. Сабина Бобокулова[англ.]
9. Нигина Уктамова
10. Ситора Турдибекова[англ.]
11. Навбахор Хамидова

 Борьба
Вольная борьба
1. Гуломжон Абдуллаев
2. Разамбек Жамалов
3. Джабраил Шапиев
4. Актенге Кеунимжаева

Греко-римская борьба
1. Исломжон Бахромов
2. Арам Варданян
3. Рустам Ассакалов

Велоспорт
 Шоссейный велоспорт
1. Никита Цветков[англ.]
2. Янина Кускова
3. Ольга Забелинская

Гимнастика
 Спортивная гимнастика
1. Расулджон Абдурахимов[англ.]
2. Абдулла Азимов[англ.]
3. Хабибулло Эргашев[англ.]

 Художественная гимнастика
1. Такмина Икромова[англ.]
2. Эвелина Атальянц[англ.]
3. Шахзода Ибрагимова[англ.]
4. Мумтозабону Исхокзода[англ.]
5. Амалия Мамедова[англ.]
6. Иродахон Садыкова[англ.]

Гребля на байдарках и каноэ
 Гребля на гладкой воде
1. Шахриёр Махкамов[англ.]
2. Екатерина Шубина[англ.]
3. Нулифар Зокирова

 Дзюдо
1. Достон Рузиев
2. Сардор Нуриллаев
3. Муроджон Юлдашев
4. Шарофиддин Балтабаев
5. Давлат Бобонов
6. Музаффарбек Туробоев
7. Алишер Юсупов
8. Халимажон Курбонова[англ.]
9. Диёра Келдиёрова
10. Шукуржон Аминова[англ.]
11. Гулноза Матниязова
12. Ирисхон Курбанбаева

 Лёгкая атлетика
1. Шохрух Давлатов
2. Анвар Анваров[англ.]
3. Сафина Садуллаева
4. Шарифа Давронова

 Плавание
1. Илья Сибирцев[англ.]
2. Анастасия Зелинская[англ.]

 Прыжки в воду
1. Игорь Мялин

 Современное пятиборье
1. Алисэ Фахрутдинова

 Стрельба из лука
1. Амирхон Садиков[англ.]
2. Зийодахон Абдусатторова[англ.]

 Тхэквондо
1. Улугбек Рашитов
2. Джасурбек Джайсунов[англ.]
3. Никита Рафалович
4. Озода Собиржонова[англ.]
5. Светлана Осипова

 Тяжёлая атлетика
1. Акбар Джураев
2. Ригина Адашбаева[англ.]
3. Турсуной Джабборова[англ.]

 Фехтование
1. Зайнаб Дайибекова

 Футбол
1. Абдувохид Нематов
2. Саидазамат Мирсаидов
3. Абдукодир Хусанов
4. Хусниддин Аликулов
5. Мухаммадкодир Хамралиев
6. Иброхимхалил Юлдошев
7. Аббосбек Файзуллаев
8. Русланбек Джиянов
9. Хусаин Норчаев
10. Джасурбек Джалолиддинов
11. Остон Урунов
12. Владимир Назаров
13. Зафармурод Абдирахматов
14. Элдор Шомуродов
15. Умарали Рахмоналиев
16. Асадбек Рахимджонов
17. Диёр Холматов
18. Абдурауф Буриев[англ.]
19. Иброхим Иброхимов *
20. Алишер Одилов *
21. Бехруз Аскаров *
22. Хамидулло Абдунабиев *

- – запасные участники

## Академическая гребля
Узбекистан завоевал две квоты на участие в соревнованиях по академической гребле на Квалификационной регате Азии и Океании в Чхунджу, Корея.
Мужчины
| Спортсмен                           | Дисциплина                       | Заезд   | Заезд  | Утеш. заезд | Утеш. заезд | Четвертьфиналы | Четвертьфиналы | Полуфиналы | Полуфиналы | Финалы  | Финалы |
| Спортсмен                           | Дисциплина                       | Время   | Место  | Время       | Место       | Время          | Место          | Время      | Место      | Время   | Место  |
| ----------------------------------- | -------------------------------- | ------- | ------ | ----------- | ----------- | -------------- | -------------- | ---------- | ---------- | ------- | ------ |
| Шахзод Нурматов Собиржон Сафаролиев | Мужчины двойки парные, легковесы | 6.56,57 | 5 Q R  | 6.50,61     | 4 Q FC      | —              | —              | —          | —          | 6.31,33 | 15     |
| Анна Пракатень                      | Женщины одиночки                 | 7.37,80 | 2 Q QF | —           | —           | 7.35,91        | 2 Q SA/B       | 7.29,28    | 4 Q FB     | 7.33,57 | 11     |

## Бокс

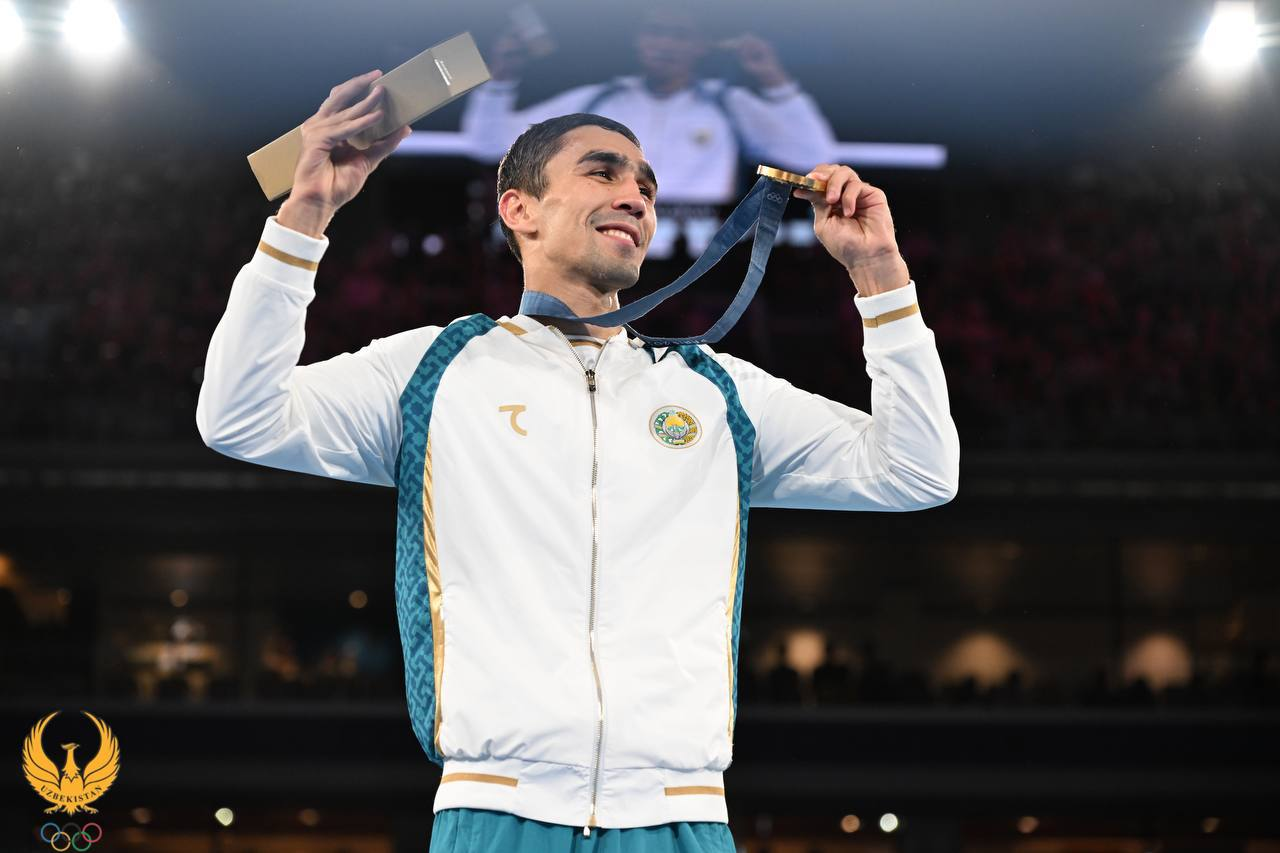
Абдумалик Халоков

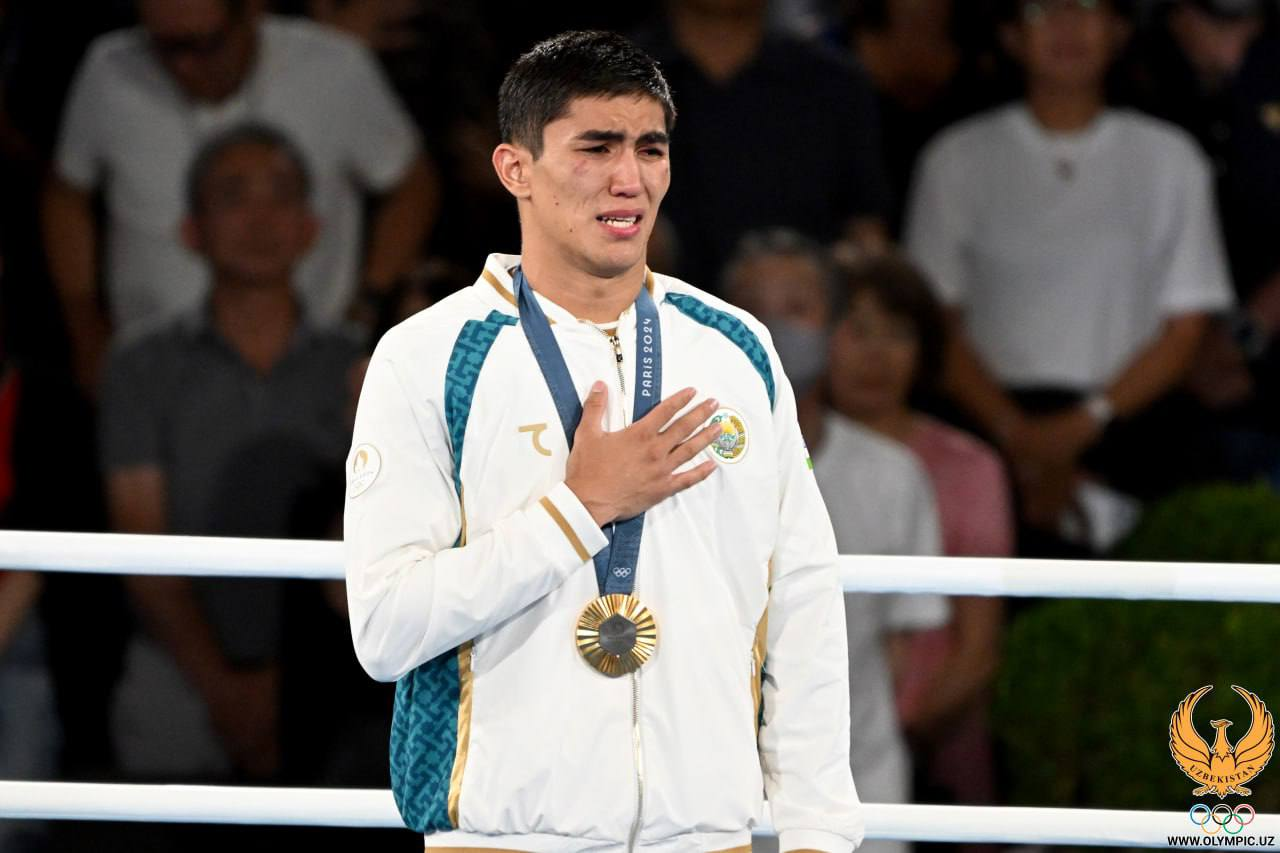
Асадхужа Муйдинхужаев

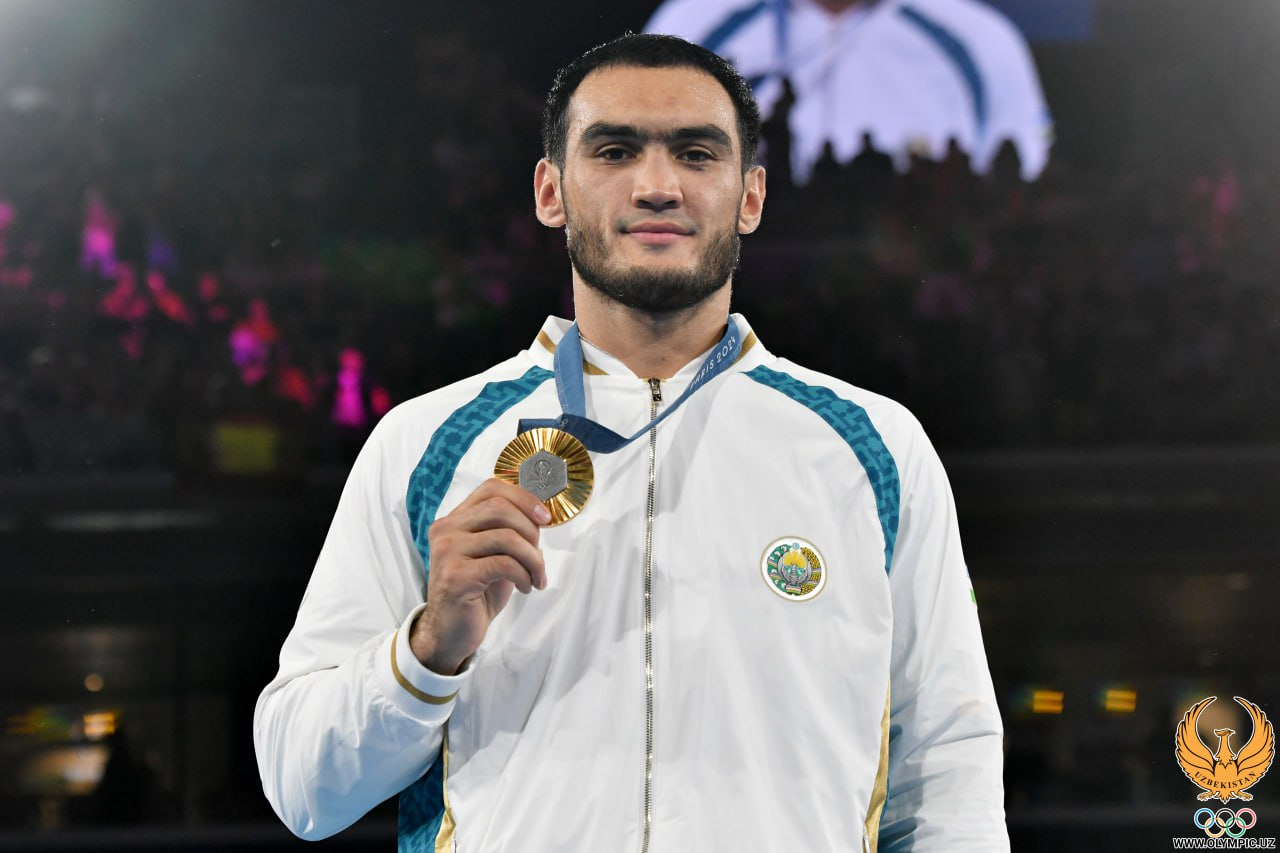
Лазизбек Муллажонов

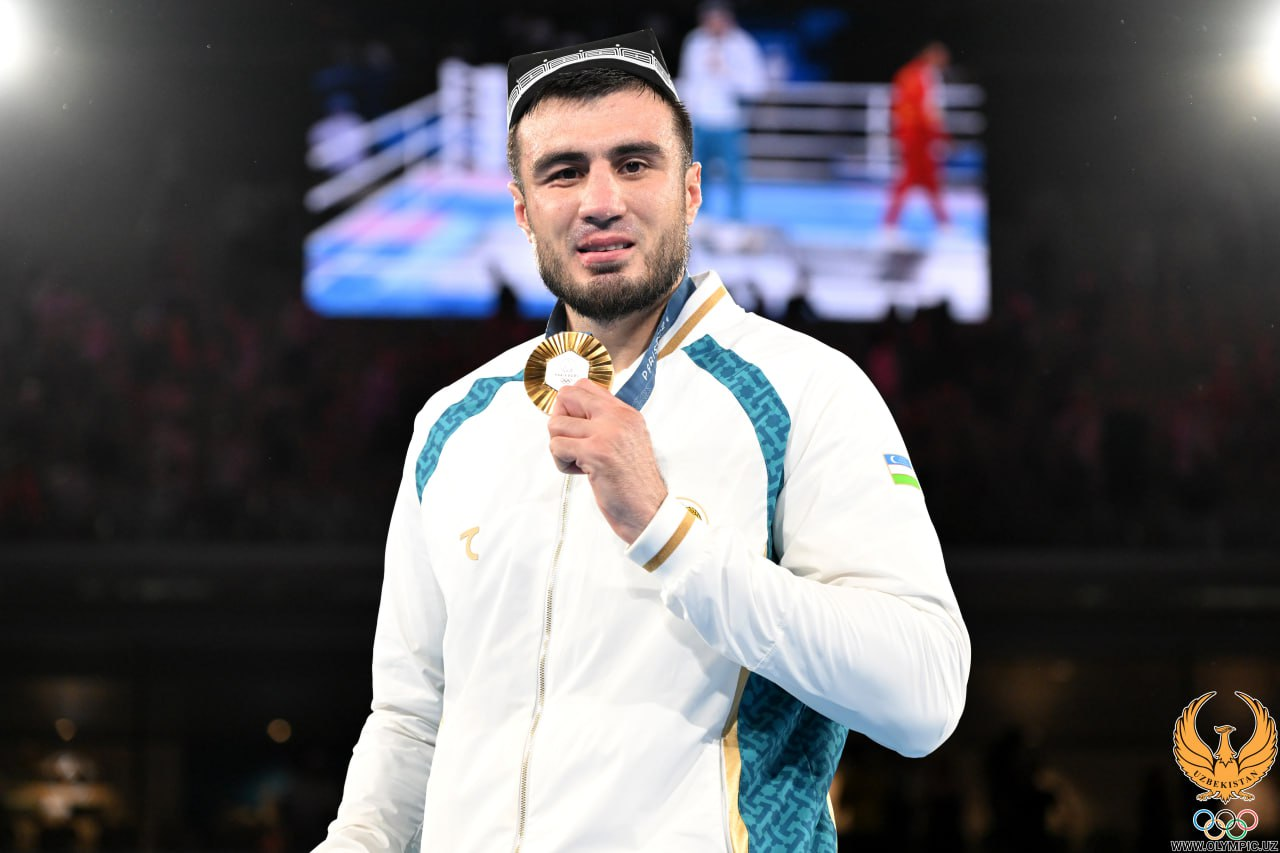
Баходир Жалолов

Узбекистан завоевал десять мест в турнир по боксу на Азиатских играх 2022 года в Ханчжоу, Китай и мировом квалификационном турнире 2024 года в Бусто-Арсицио, Италия.
| Спортсмен             | Категория           | 1 раунд                                | 1/8 финала                              | Четвертьфиналы               | Полуфиналы                        | Финал                           | Финал                 |
| Спортсмен             | Категория           | Соперник Результат                     | Соперник Результат                      | Соперник Результат           | Соперник Результат                | Соперник Результат              | Место                 |
| --------------------- | ------------------- | -------------------------------------- | --------------------------------------- | ---------------------------- | --------------------------------- | ------------------------------- | --------------------- |
| Хасанбой Дусматов     | Мужчины до 51 кг    | не участвовал                          | PURХуан Мануэль Лопес де Хесус В 5:0    | KAZСакен Бибосынов В 3:2     | CPVД.Д.В. де Пина В 5:0           | FRAБиллаль Беннама В 5:0        | 1                     |
| Абдумалик Халоков     | Мужчины до 57 кг    | не участвовал 0                        | SWEНебиль Ибрахим В 5:0                 | ESPХосе Кильес Бротонс В 5:0 | AUSЧарли Сениор В 5:0             | KGZМунарбек Сейитбек уулу В 5:0 | 1                     |
| Руслан Абдуллаев      | Мужчины до 63,5 кг  | не участвовал 0                        | MEXМигель Ангель Мартинез Рамирез В 5:0 | CANУэт Сэнфорд П 1:4         | завершил выступление              | завершил выступление            | завершил выступление  |
| Асадхужа Муйдинхужаев | Мужчины до 71 кг    | не участвовал 0                        | EGYОмар Элавади В 5:0                   | DENНиколай Тертерян В 5:0    | USAОмари Джонс В 3:2              | MEXМарко Верде В 5:0            | 1                     |
| Турабек Хабибуллаев   | Мужчины до 80 кг    | не участвовал 0                        | PHIЭумир Феликс Марсьяль В 5:0          | CUBАрлен Лопес Кардона П 2:3 | завершил выступление              | завершил выступление            | завершил выступление  |
| Лазизбек Муллажонов   | Мужчины до 92 кг    | не участвовал 0                        | ITAАзиз Аббес Мухийдин В 4:1            | BRAКено Марли Машадо В 5:0   | TJKДавлат Болтаев В 4:1           | AZEЛорен Альфонсо В 5:0         | 1                     |
| Баходир Жалолов       | Мужчины свыше 92 кг | не участвовал 0                        | NORОмар Шиха В 5:0                      | AUSТеремоана Теремоана В 5:0 | GERНельви Раман Хесс Тиафак В 5:0 | ESPАйюб Гадфа В 5:0             | 1                     |
| Сабина Бобокулова     | Женщины до 50 кг    | не участвовала 0                       | THAЧутамат Раксат П 0:5                 | завершила выступление        | завершила выступление             | завершила выступление           | завершила выступление |
| Нигина Уктамова       | Женщины до 54 кг    | EGYЙомна Айяд В WO:Техническая победа0 | PRKПан Чхоль Ми П 0:5                   | завершила выступление        | завершила выступление             | завершила выступление           | завершила выступление |
| Ситора Турдибекова    | Женщины до 57 кг    | CODМарселат Сакоби В 3:2               | TPEЛинь Юйтин П 0:5                     | завершила выступление        | завершила выступление             | завершила выступление           | завершила выступление |
| Навбахор Хамидова     | Женщины до 66 кг    | не участвовала 0                       | USAМорель Маккейн В 3:2                 | TPEЧэнь Няньцинь П 0:5       | завершила выступление             | завершила выступление           | завершила выступление |

## Борьба

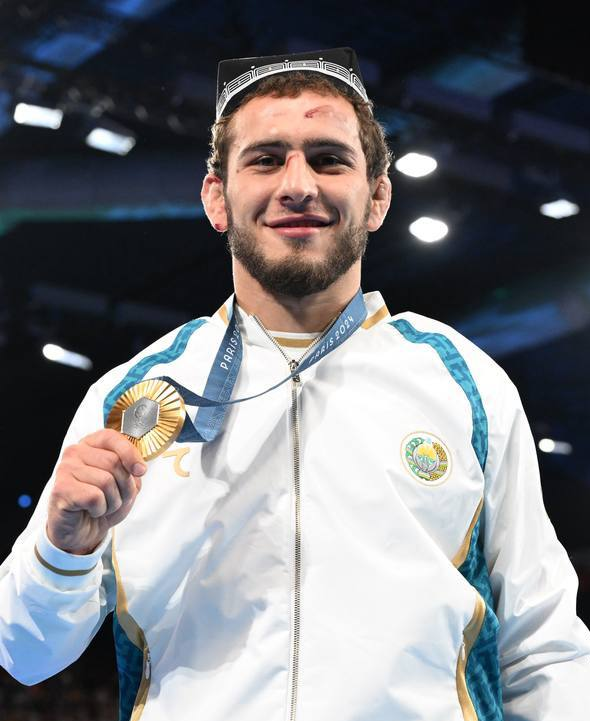
Разамбек Жамалов

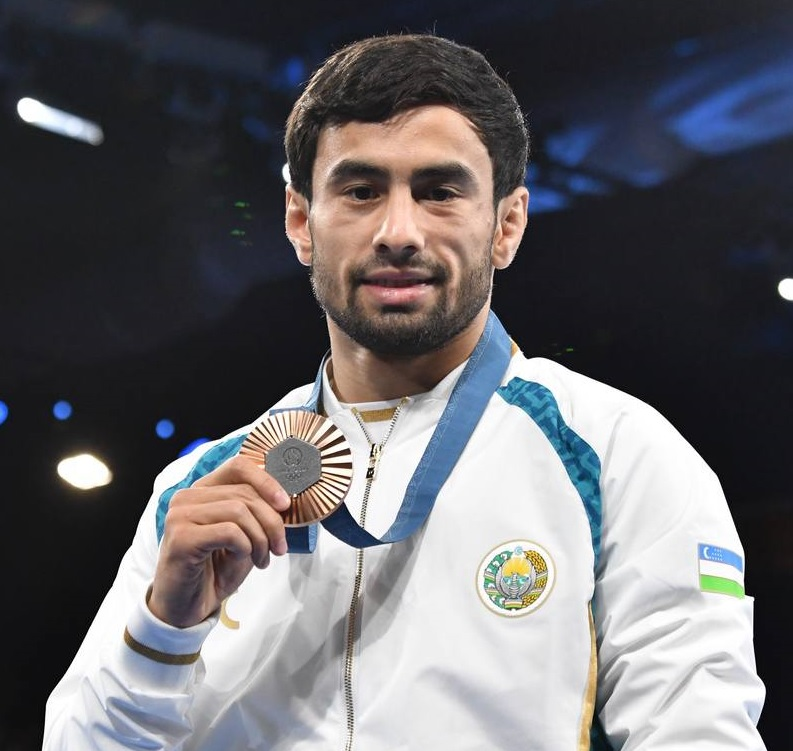
Гуломжон Абдуллаев

Узбекистан завоевал одно место в мужской турнир по вольной борьбе и два в турнир по греко-римской борьбе на Чемпионате мира по борьбе 2023 года в Белграде, Сербия, а также два места в мужской турнир по вольной борьбе и по одному месту в женский турнир по вольной борьбе и в турнир по греко-римской борьбе на Азиатском квалификационном турнире 2024 года в Бишкеке, Киргизия.
Вольная борьба
| Спортсмен           | Категория        | Квалификация                        | 1/8 финала                    | Четвертьфиналы             | Полуфиналы               | Утеш.поединки         | Финал / За 3 место         | Финал / За 3 место    |
| Спортсмен           | Категория        | Соперник Результат                  | Соперник Результат            | Соперник Результат         | Соперник Результат       | Соперник Результат    | Соперник Результат         | Место                 |
| ------------------- | ---------------- | ----------------------------------- | ----------------------------- | -------------------------- | ------------------------ | --------------------- | -------------------------- | --------------------- |
| Гуломжон Абдуллаев  | Мужчины до 57 кг | не участвовал                       | AZEАлиаббас Рзазаде В 11:4    | ARMАрсен Арутюнян В 12:5   | USAСпенсер Ли П 4:14     | не участвовал         | KGZБекзат Алмаз уулу В 5:1 | 3                     |
| Разамбек Жамалов    | Мужчины до 74 кг | AINМагомедхабиб Кадимагомедов В 8:0 | SVKТаймураз Салказанов В 11:3 | ALBЧермен Валиев В 6:3     | TJKВиктор Рассадин В 8:2 | не участвовал         | JPNДаити Такатани В 5:0    | 1                     |
| Джабраил Шапиев     | Мужчины до 86 кг | не участвовал                       | GEOВладимир Гамкрелидзе В 5:1 | BULМагомед Рамазанов П 1:4 | не участвовал            | GEOАлекс Мур В 6:1    | USAАарон Брукс П 0:5       | -                     |
| Актенге Кеунимжаева | Женщины до 50 кг | не участвовал                       | UKRОксана Ливач П 0:10        | завершила выступление      | завершила выступление    | завершила выступление | завершила выступление      | завершила выступление |

Греко-римская борьба
| Спортсмен         | Категория        | 1/8 финала                   | Четвертьфиналы           | Полуфиналы           | Утешит. поединки             | Финал /За 3 место         | Финал /За 3 место    |
| Спортсмен         | Категория        | Соперник Результат           | Соперник Результат       | Соперник Результат   | Соперник Результат           | Соперник Результат        | Место                |
| ----------------- | ---------------- | ---------------------------- | ------------------------ | -------------------- | ---------------------------- | ------------------------- | -------------------- |
| Исломжон Бахромов | Мужчины до 60 кг | EORДжамал Велизаде В 9:0     | PRKЛи Сеун П 0:9         | завершил выступление | завершил выступление         | завершил выступление      | завершил выступление |
| Арам Варданян     | Мужчины до 77 кг | EGYМахмуд Абдельрахман В 9:0 | JPNНао Кусака П 2:12     | не участвовал        | ALGАбд Элькрим Уакали В 11:0 | ARMМалхас Амоян П 5:6     | =5                   |
| Рустам Ассакалов  | Мужчины до 97 кг | HONКевин Мехия В 5:3         | ARMАртур Алексанян П 5:9 | не участвовал        | KORКим Сенгджун В 8:2        | CUBГабриэль Росильо П 0:2 | =5                   |

## Велоспорт

### Шоссейные велогонки
Узбекистан получил по результатам рейтинга UCI одно место в мужской и два места в женской групповых гонках на шоссе, а также одно место в женской индивидуальной гонке с раздельным стартом.
| Спортсмен         | Дисциплина                         | Время    | Место |
| ----------------- | ---------------------------------- | -------- | ----- |
| Никита Цветков    | Мужчины групповая гонка            | DNF      | DNF   |
| Янина Кускова     | Женщины групповая гонка            | 4:07.16  | 51    |
| Ольга Забелинская | Женщины групповая гонка            | 4:10.47  | 70    |
| Ольга Забелинская | Женщины гонка с раздельным стартом | 43.53,51 | 23    |

## Гимнастика спортивная
Узбекистан завоевал три места в личные соревнования у мужчин: одно по итогам Серии этапов Кубка мира 2024 года, одно по результатам Чемпионата Азии 2024 года в Ташкенте, Узбекистан и одно в результате перераспределения квот.

### Мужчины
| Спортсмен             | Дисциплина          | Квалификация | Квалификация | Квалификация | Квалификация | Квалификация | Квалификация | Квалификация | Квалификация | Финал                | Финал                | Финал                | Финал                | Финал                | Финал                | Финал                | Финал                |
| Спортсмен             | Дисциплина          | Снаряды      | Снаряды      | Снаряды      | Снаряды      | Снаряды      | Снаряды      | Всего        | Место        | Снаряды              | Снаряды              | Снаряды              | Снаряды              | Снаряды              | Снаряды              | Всего                | Место                |
| Спортсмен             | Дисциплина          | В            | КН           | КО           | ОП           | ПБ           | П            | Всего        | Место        | В                    | КН                   | КО                   | ОП                   | ПБ                   | П                    | Всего                | Место                |
| --------------------- | ------------------- | ------------ | ------------ | ------------ | ------------ | ------------ | ------------ | ------------ | ------------ | -------------------- | -------------------- | -------------------- | -------------------- | -------------------- | -------------------- | -------------------- | -------------------- |
| Абдулла Азимов        | Многоборье          | 12,966       | 14,400       | 12,166       | 13,866       | 13,766       | 12,800       | 79.498       | 28           | завершил выступление | завершил выступление | завершил выступление | завершил выступление | завершил выступление | завершил выступление | завершил выступление | завершил выступление |
| Абдулла Азимов        | Вольные упражнения  | 12,966       | —            | —            | —            | —            | —            | —            | 58           | завершил выступление | завершил выступление | завершил выступление | завершил выступление | завершил выступление | завершил выступление | завершил выступление | завершил выступление |
| Абдулла Азимов        | Конь                | —            | 14,400       | —            | —            | —            | —            | —            | 13           | завершил выступление | завершил выступление | завершил выступление | завершил выступление | завершил выступление | завершил выступление | завершил выступление | завершил выступление |
| Абдулла Азимов        | Кольца              | —            | —            | 12,166       | —            | —            | —            | —            | 62           | завершил выступление | завершил выступление | завершил выступление | завершил выступление | завершил выступление | завершил выступление | завершил выступление | завершил выступление |
| Абдулла Азимов        | Параллельные брусья | —            | —            | —            | —            | 13,766       | —            | —            | 48           | завершил выступление | завершил выступление | завершил выступление | завершил выступление | завершил выступление | завершил выступление | завершил выступление | завершил выступление |
| Абдулла Азимов        | Перекладина         | —            | —            | —            | —            | —            | 12,800       | —            | 45           | завершил выступление | завершил выступление | завершил выступление | завершил выступление | завершил выступление | завершил выступление | завершил выступление | завершил выступление |
| Хабибулло Эргашев     | Многоборье          | 13,100       | 13,833       | 12,466       | 12,9         | 13,733       | 12,466       | 78,498       | 41           | завершил выступление | завершил выступление | завершил выступление | завершил выступление | завершил выступление | завершил выступление | завершил выступление | завершил выступление |
| Хабибулло Эргашев     | Вольные упражнения  | 13,100       | —            | —            | —            | —            | —            | —            | 55           | завершил выступление | завершил выступление | завершил выступление | завершил выступление | завершил выступление | завершил выступление | завершил выступление | завершил выступление |
| Хабибулло Эргашев     | Конь                | —            | 13,833       | —            | —            | —            | —            | —            | 24           | завершил выступление | завершил выступление | завершил выступление | завершил выступление | завершил выступление | завершил выступление | завершил выступление | завершил выступление |
| Хабибулло Эргашев     | Кольца              | —            | —            | 12,466       | —            | —            | —            | —            | 60           | завершил выступление | завершил выступление | завершил выступление | завершил выступление | завершил выступление | завершил выступление | завершил выступление | завершил выступление |
| Хабибулло Эргашев     | Параллельные брусья | —            | —            | —            | —            | 13,733       | —            | —            | 50           | завершил выступление | завершил выступление | завершил выступление | завершил выступление | завершил выступление | завершил выступление | завершил выступление | завершил выступление |
| Хабибулло Эргашев     | Перекладина         | —            | —            | —            | —            | —            | 12,466       | —            | 53           | завершил выступление | завершил выступление | завершил выступление | завершил выступление | завершил выступление | завершил выступление | завершил выступление | завершил выступление |
| Расулджон Абдурахимов | Параллельные брусья | —            | —            | —            | —            | 14,466       | —            | —            | 22           | завершил выступление | завершил выступление | завершил выступление | завершил выступление | завершил выступление | завершил выступление | завершил выступление | завершил выступление |

## Гимнастика художественная
Узбекистан завоевал право выставить одну гимнастку в личном многоборье на Чемпионате мира по художественной гимнастике 2023 года в Валенсии и команду в групповых упражнениях на Чемпионате Азии 2024 года в Ташкенте, Узбекистан.
| Спортсменка      | Дисциплина | Квалификация | Квалификация | Квалификация | Квалификация | Квалификация | Квалификация | Финал                 | Финал                 | Финал                 | Финал                 | Финал                 | Финал                 |
| Спортсменка      | Дисциплина | Обруч        | Мяч          | Булавы       | Лента        | Всего        | Место        | Обруч                 | Мяч                   | Булавы                | Лента                 | Всего                 | Место                 |
| ---------------- | ---------- | ------------ | ------------ | ------------ | ------------ | ------------ | ------------ | --------------------- | --------------------- | --------------------- | --------------------- | --------------------- | --------------------- |
| Такмина Икромова | Личное     | 31.700       | 32.350       | 30.350       | 32.000       | 126.400      | 14           | завершила выступление | завершила выступление | завершила выступление | завершила выступление | завершила выступление | завершила выступление |

| Спортсменки                                                                                 | Дисциплина | Квалификация      | Квалификация                  | Квалификация | Квалификация | Финал             | Финал                         | Финал  | Финал |
| Спортсменки                                                                                 | Дисциплина | 5 предм. (обручи) | 3+2 предм. (3 ленты и 2 мяча) | Всего        | Место        | 5 предм. (обручи) | 3+2 предм. (3 ленты и 2 мяча) | Всего  | Место |
| ------------------------------------------------------------------------------------------- | ---------- | ----------------- | ----------------------------- | ------------ | ------------ | ----------------- | ----------------------------- | ------ | ----- |
| Эвелина Атальянц Шахзода Ибрагимова Мумтозабону Исхокзода Амалия Мамедова Иродахон Садыкова | Группы     | 33.550            | 30.450                        | 64.000       | 7            | 34.050            | 30.450                        | 64.500 | 8     |

## Гребля на байдарках и каноэ

### Гладкая вода
Узбекистан завоевал право выставить по одной лодке в мужских соревнованиях байдарочников и женских соревнованиях байдарочниц и каноисток на Азиатской квалификационной регате 2024 года в Токио, Япония.
| Спортсмен        | Дисциплина                | Заезды  | Заезды | Четвертьфиналы | Четвертьфиналы | Полуфиналы            | Полуфиналы            | Финалы                | Финалы                |
| Спортсмен        | Дисциплина                | Время   | Место  | Время          | Место          | Время                 | Место                 | Время                 | Место                 |
| ---------------- | ------------------------- | ------- | ------ | -------------- | -------------- | --------------------- | --------------------- | --------------------- | --------------------- |
| Шахриёр Махкамов | Мужчины Байдарка-1 1000 м | 3.40,25 | 3 Q QF | 3.35,43        | 3              | завершил выступление  | завершил выступление  | завершил выступление  | завершил выступление  |
| Екатерина Шубина | Женщины Байдарка-1 500 м  | 1.58,37 | 6 Q QF | 1.54,63        | 6              | завершила выступление | завершила выступление | завершила выступление | завершила выступление |
| Нулифар Зокирова | Женщины Каноэ-1 200 м     | 48,98   | 3 Q QF | 48,47          | 3              | завершила выступление | завершила выступление | завершила выступление | завершила выступление |

## Дзюдо

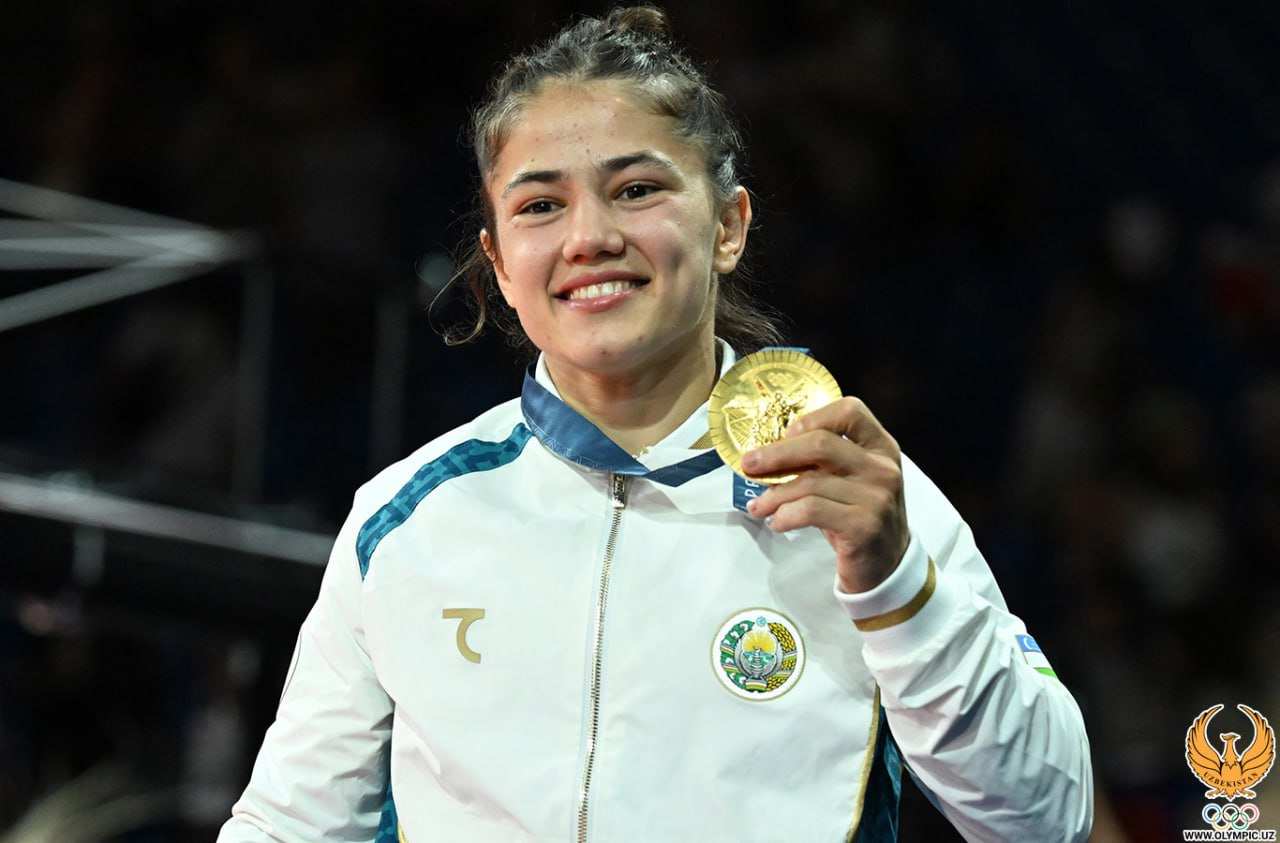
Диёра Келдиёрова

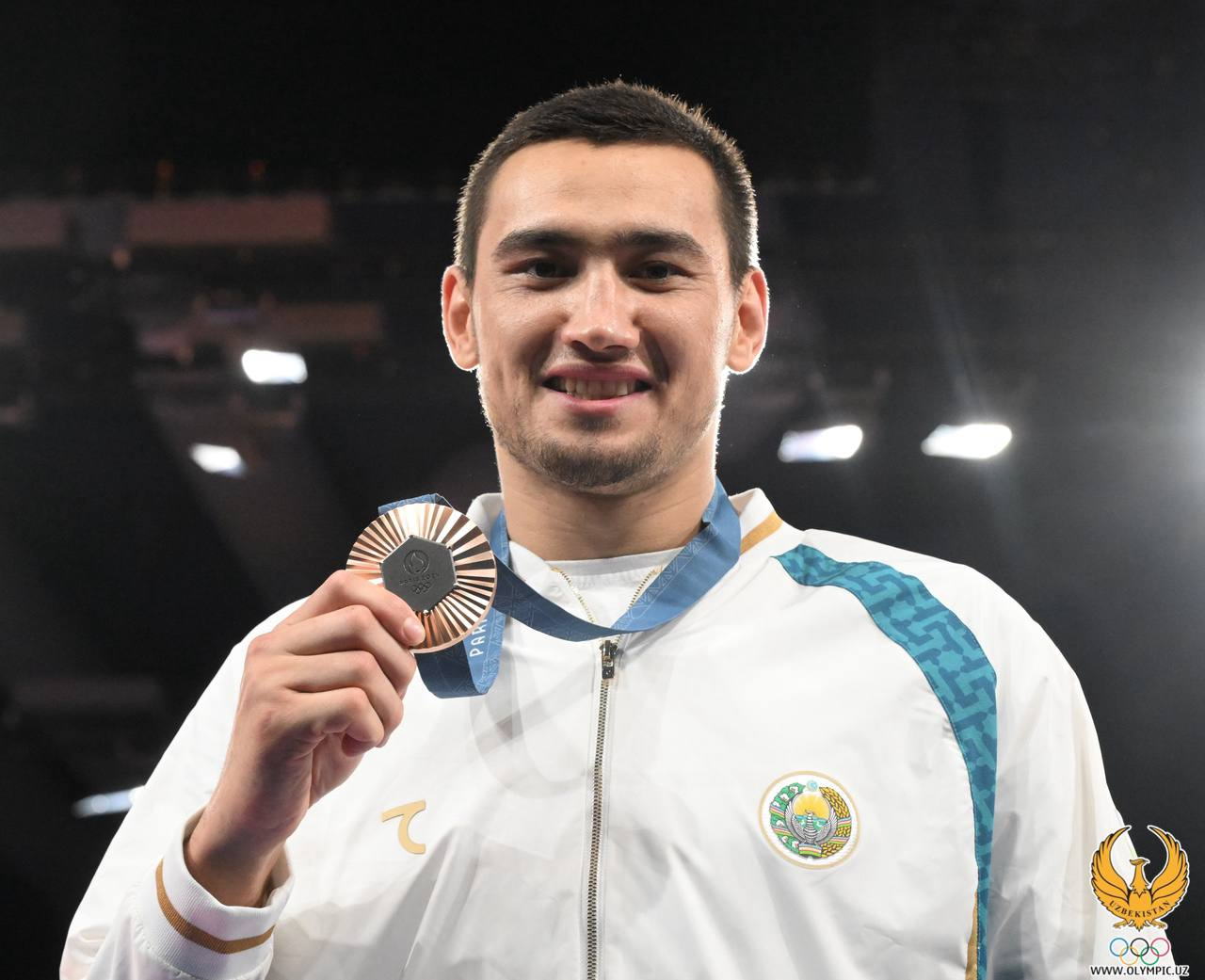
Музаффарбек Туробоев

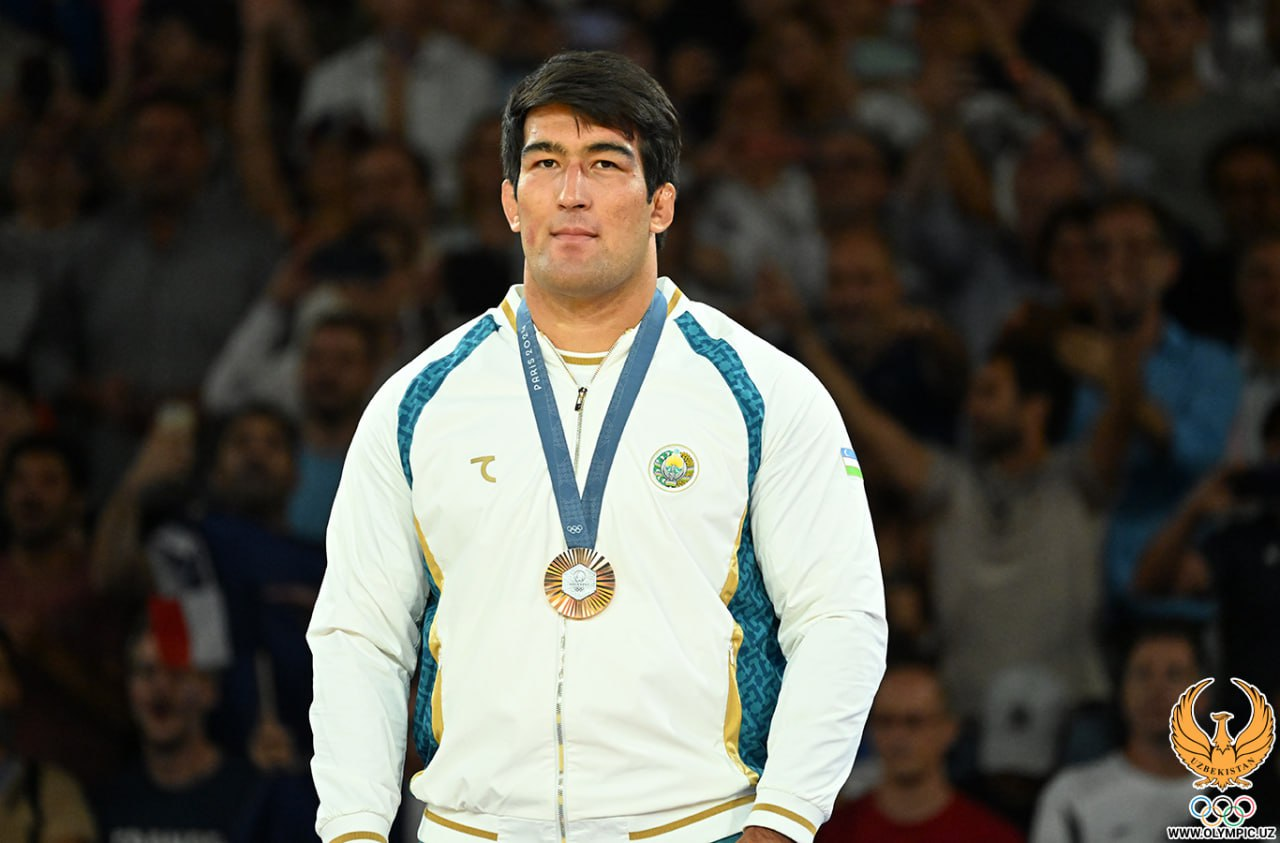
Алишер Юсупов

Узбекистан получил по рейтингу IJF полную квоту (семь мест) в мужских соревнованиях и пять мест в женских соревнованиях, а также право выставить команду в миксте.
| Спортсмен            | Категория            | 1/16 финала               | 1/8 финала                  | 1/4 финала               | 1/2 финала             | Утеш. поединки              | Финал / За 3 место              | Финал / За 3 место    |
| Спортсмен            | Категория            | Соперник Результат        | Соперник Результат          | Соперник Результат       | Соперник Результат     | Соперник Результат          | Соперник Результат              | Место                 |
| -------------------- | -------------------- | ------------------------- | --------------------------- | ------------------------ | ---------------------- | --------------------------- | ------------------------------- | --------------------- |
| Достон Рузиев        | Мужчины до 60 кг     | UKRДильшот Халматов П 0:1 | завершил выступление        | завершил выступление     | завершил выступление   | завершил выступление        | завершил выступление            | завершил выступление  |
| Сардор Нуриллаев     | Мужчины до 66 кг     | BRAВиллиан Лима П 0:1     | завершил выступление        | завершил выступление     | завершил выступление   | завершил выступление        | завершил выступление            | завершил выступление  |
| Муроджон Юлдашев     | Мужчины до 73 кг     | KAZДанияр Шамшаев В 10:1  | MDAАдиль Османов П 0:10     | завершил выступление     | завершил выступление   | завершил выступление        | завершил выступление            | завершил выступление  |
| Шарофиддин Балтабаев | Мужчины до 81 кг     | IRQСаджад Сехен В WO:DQ   | FRAАльфа Умар Джало В 10:0  | KORЛи Ён Хван П 0:10     | не участвовал          | TJKСомон Махмадбеков П 0:10 | завершил выступление            | завершил выступление  |
| Давлат Бобонов       | Мужчины до 90 кг     | UAEАрам Григорян П 0:10   | завершил выступление        | завершил выступление     | завершил выступление   | завершил выступление        | завершил выступление            | завершил выступление  |
| Музаффарбек Туробоев | Мужчины до 100 кг    | не участвовал             | KAZНурлыхан Шархан В 11:1   | NEDМихаэль Коррел В 11:0 | AZEЗелим Коцоев П 0:1  | не участвовал               | ESPНиколоз Шеразадишвили В 10:0 | 3                     |
| Алишер Юсупов        | Мужчины свыше 100 кг | не участвовал             | SVKМариуc Физель В 10:0     | TJKТемур Рахимов П 1:11  | не участвовал          | GEOГурам Тушишвили В WO:DQ  | JPNТатцуру Саито В 11:0         | 3                     |
| Халимажон Курбонова  | Женщины до 48 кг     | AZEЛейла Алиева В 1:0     | SWEТара Бабулфат П 0:10     | завершила выступление    | завершила выступление  | завершила выступление       | завершила выступление           | завершила выступление |
| Диёра Келдиёрова     | Женщины до 52 кг     | не участвовала            | JPNУта Абэ В 10:1           | GERМаша Бальхаус В 10:0  | FRAАмандин Бюшар В 1:0 | не участвовала              | KOSДистрия Красничи В 1:0       | 1                     |
| Шукуржон Аминова     | Женщины до 57 кг     | CIVЗ.А. Дабонне В 10:1    | GEOЭтери Липартелиани П 0:1 | завершила выступление    | завершила выступление  | завершила выступление       | завершила выступление           | завершила выступление |
| Гулноза Матниязова   | Женщины до 70 кг     | PRKМун Сонг Хуи В 10:0    | JPNСаки Нидзое П 0:10       | завершила выступление    | завершила выступление  | завершила выступление       | завершила выступление           | завершила выступление |
| Ирисхон Курбанбаева  | Женщины до 78 кг     | не участвовала            | JPNРика Такаяма П 0:10      | завершила выступление    | завершила выступление  | завершила выступление       | завершила выступление           | завершила выступление |

Смешанные команды
| Спортсмен                                                                                             | Дисциплина        | 1/16 финала        | 1/8 финала         | Четвертьфиналы     | Полуфиналы         | Утеш. поединки         | Финал/За 3 место      | Финал/За 3 место      |
| Спортсмен                                                                                             | Дисциплина        | Соперник Результат | Соперник Результат | Соперник Результат | Соперник Результат | Соперник Результат     | Соперник Результат    | Место                 |
| --- | ----------------- | ------------------ | ------------------ | ------------------ | ------------------ | ---------------------- | --------------------- | --------------------- |
| Муроджон Юлдашев Давлат Бобонов Алишер Юсупов Шукуржон Аминова Гулноза Матниязова Ирисхон Курбанбаева | Смешанные команды | не участвовали     | Канада В 4:0       | Италия П 2:4       | не участвовали     | Республика Корея П 2:4 | завершили выступление | завершили выступление |

## Легкая атлетика
Узбекские легкоатлеты выполнили нормативы для участия в Играх 2024 года, пройдя прямую квалификацию или по мировому рейтингу, в следующих соревнованиях (максимум по 3 спортсмена в каждом):
Беговые дисциплины
| Спортсмен       | Дисциплина      | Забеги    | Забеги | Утеш. забеги | Утеш. забеги | Полуфиналы | Полуфиналы | Финал     | Финал |
| Спортсмен       | Дисциплина      | Результат | Место  | Результат    | Место        | Результат  | Место      | Результат | Место |
| --------------- | --------------- | --------- | ------ | ------------ | ------------ | ---------- | ---------- | --------- | ----- |
| Шохрух Давлатов | Мужчины марафон | —         | —      | —            | —            | —          | —          | DNF       | DNF   |

Технические дисциплины
Мужчины
| Спортсмен         | Дисциплина              | Полуфиналы | Полуфиналы | Финал                 | Финал                 |
| Спортсмен         | Дисциплина              | Результат  | Место      | Результат             | Место                 |
| ----------------- | ----------------------- | ---------- | ---------- | --------------------- | --------------------- |
| Анвар Анваров     | Мужчины прыжки в длину  | 7,77       | 20         | завершил выступление  | завершил выступление  |
| Сафина Садуллаева | Женщины прыжки в высоту | 1,95       | 5 Q        | 1,95                  | 7                     |
| Шарифа Давронова  | Женщины тройной прыжок  | 13,74      | 23         | завершила выступление | завершила выступление |

## Плавание
Узбекистан завоевал одно место в мужском плавательного турнира Олимпиады, выполнив Олимпийский квалификационный норматив (OST), и получил два универсальных места для участия в нижеследующих дисциплинах плавательного турнира Олимпиады.
| Спортсмен           | Дисциплина                  | Заплывы | Заплывы | Полуфиналы            | Полуфиналы            | Финал                 | Финал                 |
| Спортсмен           | Дисциплина                  | Время   | Место   | Время                 | Место                 | Время                 | Место                 |
| ------------------- | --------------------------- | ------- | ------- | --------------------- | --------------------- | --------------------- | --------------------- |
| Илья Сибирцев       | Мужчины 400 м вольный стиль | 3.51,52 | 26      | завершил выступление  | завершил выступление  | завершил выступление  | завершил выступление  |
| Илья Сибирцев       | Мужчины 800 м вольный стиль | 7.56,67 | 22      | завершил выступление  | завершил выступление  | завершил выступление  | завершил выступление  |
| Анастасия Зелинская | Женщины 400 м вольный стиль | 4.31,71 | 19      | завершила выступление | завершила выступление | завершила выступление | завершила выступление |

## Прыжки в воду
Узбекистан завоевал одно место на 10-метровой вышке у мужчин на Чемпионате мира по водным видам спорта 2024 года в Дохе, Катар.
| Спортсмен   | Дисциплина                | Квалификация | Квалификация | Полуфинал            | Полуфинал            | Финал                | Финал                |
| Спортсмен   | Дисциплина                | Баллы        | Место        | Баллы                | Место                | Баллы                | Место                |
| ----------- | ------------------------- | ------------ | ------------ | -------------------- | -------------------- | -------------------- | -------------------- |
| Игорь Мялин | Мужчины 10-метровая вышка | 357,10       | 21           | завершил выступление | завершил выступление | завершил выступление | завершил выступление |

## Современное пятиборье
Узбекистан завоевал одну квоту на участие в женском олимпийском турнире на Азиатских играх 2022 года в Ханчжоу, Китай.

### Полуфинал
| Спортсмен          | Дисциплина     | Фехтование (шпага до 1 укола) | Фехтование (шпага до 1 укола) | Фехтование (шпага до 1 укола) | Фехтование (шпага до 1 укола) | Плавание (200 м вольный стиль) | Плавание (200 м вольный стиль) | Плавание (200 м вольный стиль) | Конный спорт (конкур) | Конный спорт (конкур) | Конный спорт (конкур) | Конный спорт (конкур) | Комбинация: стрельба и бег (10 м пистолет)/(3200 м) | Комбинация: стрельба и бег (10 м пистолет)/(3200 м) | Комбинация: стрельба и бег (10 м пистолет)/(3200 м) | Сумма | Место |
| Спортсмен          | Дисциплина     | ОР                            | БР                            | Место                         | Баллы                         | Время                          | Место                          | Баллы                          | Время                 | Штраф                 | Место                 | Баллы                 | Время                                               | Место                                               | Баллы                                               | Сумма | Место |
| ------------------ | -------------- | ----------------------------- | ----------------------------- | ----------------------------- | ----------------------------- | ------------------------------ | ------------------------------ | ------------------------------ | --------------------- | --------------------- | --------------------- | --------------------- | --------------------------------------------------- | --------------------------------------------------- | --------------------------------------------------- | ----- | ----- |
| Алисэ Фахрутдинова | Женский турнир | 19-16                         | 2                             | 9                             | 222                           | 2.21,30                        | 14                             | 268                            | 58,48                 | 7                     | 12                    | 293                   | 12.58,08                                            | 17                                                  | 522                                                 | 1305  | 15    |

## Стрельба из лука
Узбекистан завоевал одну квоту в личные соревнования женщин на Азиатском континентальном квалификационном турнире 2023 года в Бангкоке, Таиланд и одну квоту в личном соревновании среди мужчин на Финальном Квалификационном турнире в 2024 году в Анталии, Турция, а также автоматически получил право выставить команду в миксте.
| Спортсмен                               | Дисциплина                        | Рейтинговый раунд | Рейтинговый раунд | 1/32                        | 1/16                   | 1/8                   | Четвертьфиналы        | Полуфиналы            | Финал / За 3 место    | Финал / За 3 место    |
| Спортсмен                               | Дисциплина                        | Результат         | Посев             | Соперник Счет               | Соперник Счет          | Соперник Счет         | Соперник Счет         | Соперник Счет         | Соперник Счет         | Место                 |
| --------------------------------------- | --------------------------------- | ----------------- | ----------------- | --------------------------- | ---------------------- | --------------------- | --------------------- | --------------------- | --------------------- | --------------------- |
| Амирхон Садиков                         | Мужчины индивидуальное первенство | 674               | 13                | ARGДамиан Хахарабилья В 6–2 | ITAМауро Несполи П 4-6 | завершил выступление  | завершил выступление  | завершил выступление  | завершил выступление  | завершил выступление  |
| Зийодахон Абдусатторова                 | Женщины индивидуальное первенство | 649               | 34                | CZEМария Горачкова П 2-6    | завершила выступление  | завершила выступление | завершила выступление | завершила выступление | завершила выступление | завершила выступление |
| Амирхон Садиков Зийодахон Абдусатторова | Микст команды                     | 1323              | 14 Q              | —                           | —                      | США · П 0-6           | завершили выступление | завершили выступление | завершили выступление | завершили выступление |

## Тхэквондо

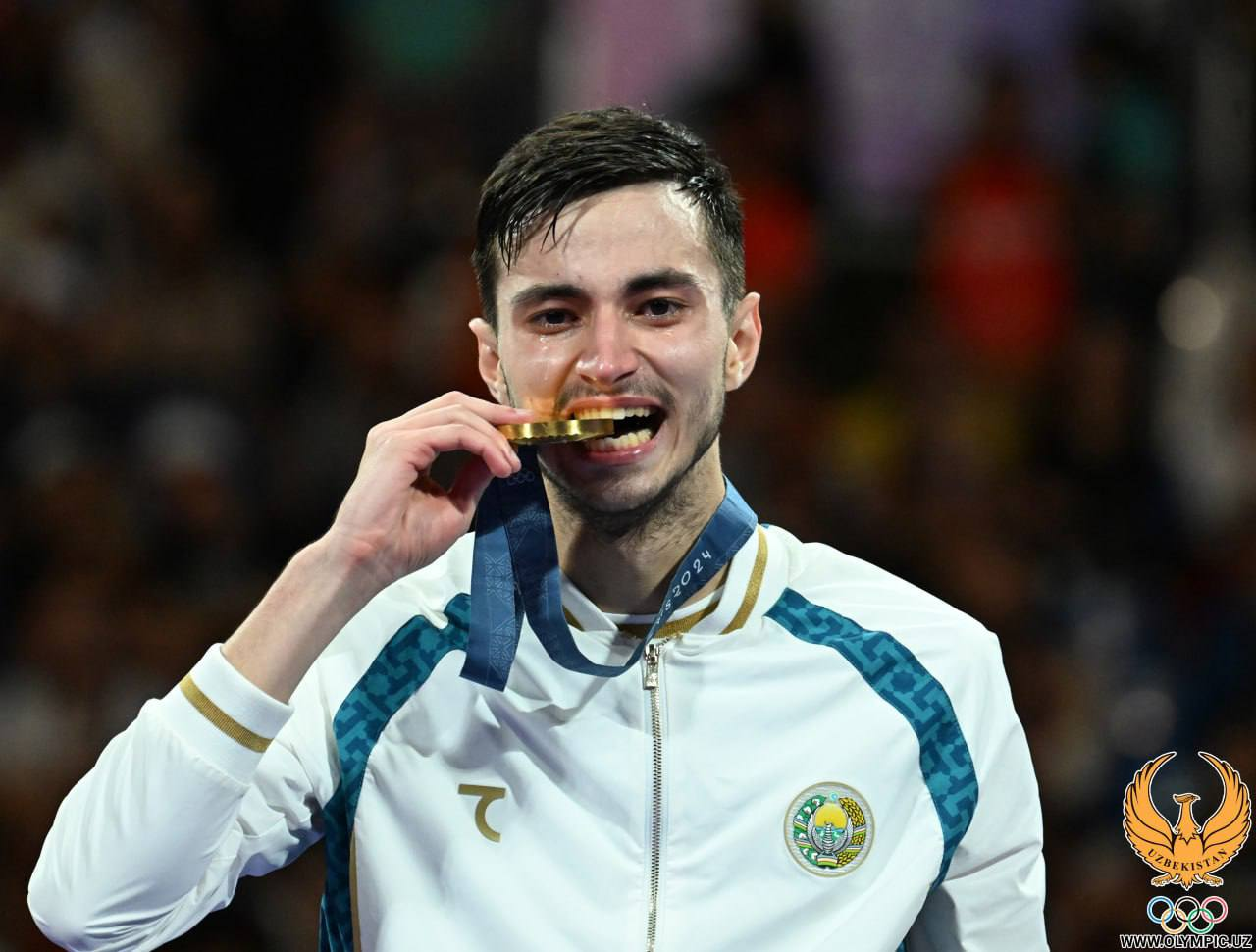
Улугбек Рашитов

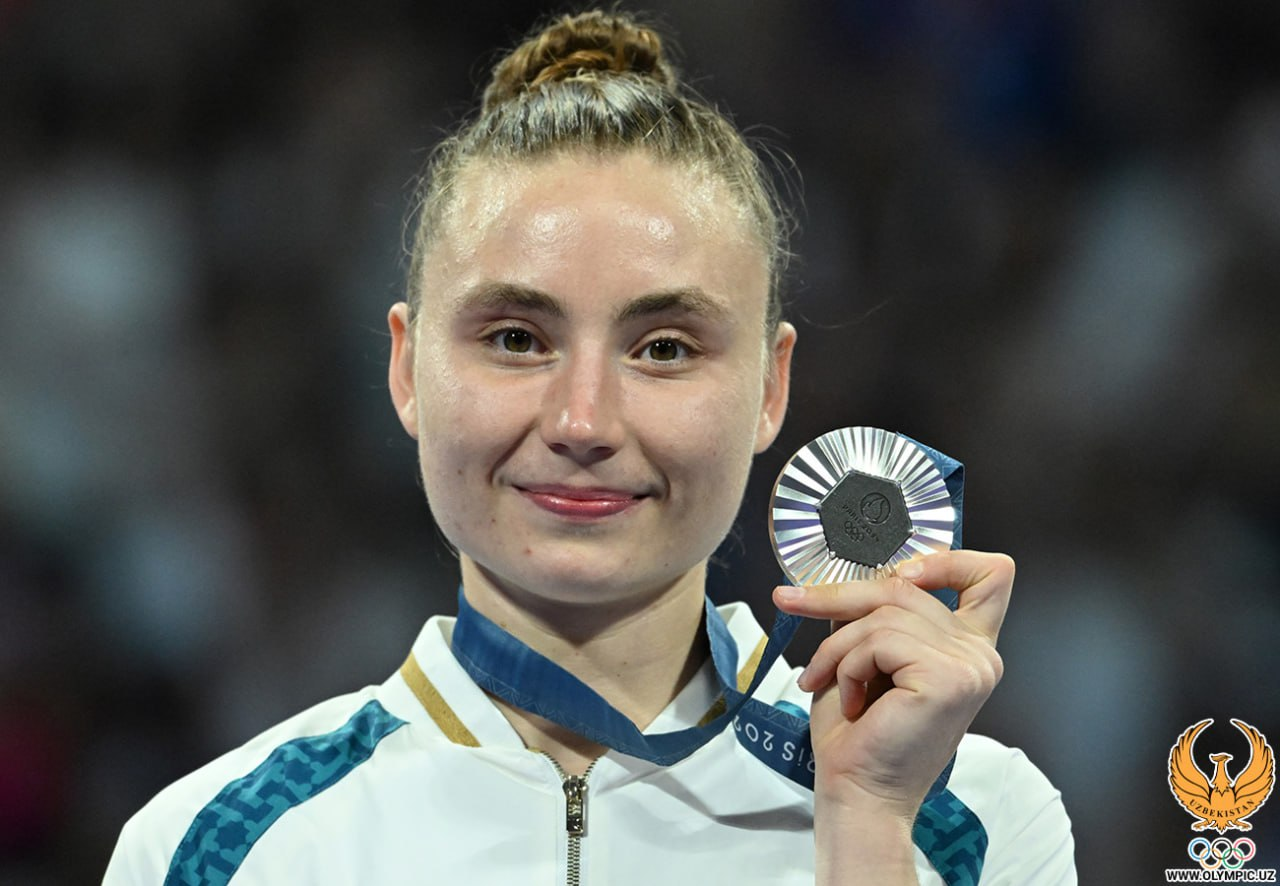
Светлана Осипова

Узбекистан завоевал по одному места в мужском и женском турнирах по олимпийскому рейтингу WT и такую же квоту через Азиатский квалификационный турнир 2024 года в Тайане, Китай. Еще одну квоту в мужской турнир Узбекистан получил за счет перераспределения неиспользованных квот.
| Спортсмен           | Дисциплина          | Квалификация       | 1/8 финала                  | Четвертьфиналы            | Полуфиналы                 | Утеш. поединки            | Финал/За 3 место          | Финал/За 3 место     |
| Спортсмен           | Дисциплина          | Соперник Результат | Соперник Результат          | Соперник Результат        | Соперник Результат         | Соперник Результат        | Соперник Результат        | Место                |
| ------------------- | ------------------- | ------------------ | --------------------------- | ------------------------- | -------------------------- | ------------------------- | ------------------------- | -------------------- |
| Улугбек Рашитов     | Мужчины до 68 кг    | не участвовал      | HKGЛо Вай Фунг В 2:0        | CHNЛян Юшуай В 2:0        | ESPХавьер Перес Поло В 2:0 | Не участвовал             | JORЗайд Абдул Карим В 2:0 | 1                    |
| Джасурбек Джайсунов | Мужчины до 80 кг    | не участвовал      | IRIМехран Бархордари П 1:2  | не участвовал             | не участвовал              | ITAСимоне Алессио П 0:2   | завершил выступление      | завершил выступление |
| Никита Рафалович    | Мужчины свыше 80 кг | не участвовал      | IRIАриан Салми П 1:2        | не участвовал             | не участвовал              | MEXКарлос Сансоре П 1:2   | завершил выступление      | завершил выступление |
| Озода Собиржонова   | Женщины до 67 кг    | не участвовала     | SRBАлександра Перишич П 1:2 | не участвовала            | не участвовала             | THAСасикарн Тонгчан В 2:1 | BELСара Чаари П 1:2       | =5                   |
| Светлана Осипова    | Женщины свыше 67 кг | не участвовала     | CIVА.К.В. Батили В 2:1      | GBRРебекка Макгоуэн В 2:0 | KORЛи Да Бин В 2:0         | не участвовала            | FRAАльтея Лорен П 0:2     | 2                    |

## Тяжёлая атлетика

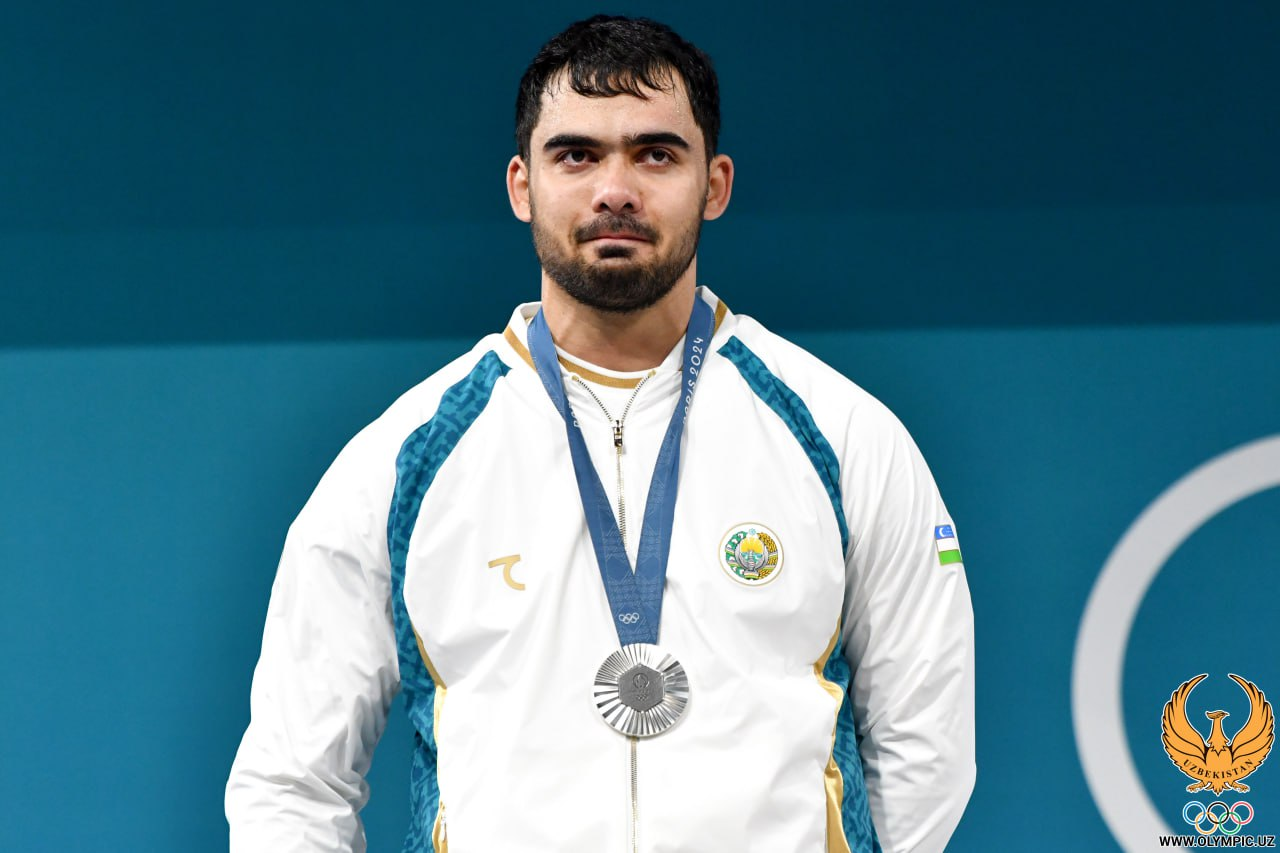
Акбар Джураев

Узбекистан получил по одному месту в мужских и женских соревнованиях в соответствии с олимпийским рейтингом IWF и одно универсальное место в женских соревнованиях.
| Спортсмен           | Категория           | Рывок | Рывок | Толчок | Толчок | Всего | Всего |
| Спортсмен           | Категория           | Вес   | Место | Вес    | Место  | Вес   | Место |
| ------------------- | ------------------- | ----- | ----- | ------ | ------ | ----- | ----- |
| Акбар Джураев       | Мужчины до 102 кг   | 189   | 2     | 219    | 2      | 404   | 2     |
| Ригина Адашбаева    | Женщины до 81 кг    | 105   | 8     | 131    | 8      | 236   | 8     |
| Турсуной Джабборова | Женщины свыше 81 кг | 118   | 8     | 133    | 12     | 251   | 10    |

## Фехтование
Узбекистан получил одно индивидуальное место в женской сабле по рейтингу FEI.
| Спортсмен         | Дисциплина    | 1/32 финала   | Раунд 32             | 1/8 финала            | Четвертьфинал         | Полуфинал             | Финал / За 3 место    | Финал / За 3 место    |
| Спортсмен         | Дисциплина    | Соперник Счет | Соперник Счет        | Соперник Счет         | Соперник Счет         | Соперник Счет         | Соперник Счет         | Место                 |
| ----------------- | ------------- | ------------- | -------------------- | --------------------- | --------------------- | --------------------- | --------------------- | --------------------- |
| Зайнаб Дайибекова | Женщины сабля | —             | KORЮн Джи Су П 11–15 | завершила выступление | завершила выступление | завершила выступление | завершила выступление | завершила выступление |

## Футбол
Мужская молодежная сборная Узбекистана по футболу завоевала право участвовать в олимпийском турнире, заняв второе место на Кубке Азии среди молодежных команд 2024 года в Катаре.
| Команда    | Соревнование   | Групповая стадия | Групповая стадия | Групповая стадия             | Групповая стадия | Четвертьфиналы        | Полуфиналы            | Финал / За 3 место    | Финал / За 3 место    |
| Команда    | Соревнование   | Соперник Счёт    | Соперник Счёт    | Соперник Счёт                | Место            | Соперник Счёт         | Соперник Счёт         | Соперник Счёт         | Место                 |
| ---------- | -------------- | ---------------- | ---------------- | ---------------------------- | ---------------- | --------------------- | --------------------- | --------------------- | --------------------- |
| Узбекистан | Мужской турнир | Испания П 1:2    | Египет П 0:1     | Доминиканская Республика 1:1 | 4                | завершили выступление | завершили выступление | завершили выступление | завершили выступление |

### Мужской турнир
Состав команды
| №                | Имя                     | Клуб            | Дата рождения   | Возраст | Игр     | Голов   |
| Вратари          | Вратари                 | Вратари         | Вратари         | Вратари | Вратари | Вратари |
| ---------------- | ----------------------- | --------------- | --------------- | ------- | ------- | ------- |
| 1                | Абдувахид Нематов       | Насаф           | 20 марта 2001   | 23 года | —       | —       |
| 12               | Владимир Назаров        | Пахтакор        | 8 июня 2002     | 22 года | —       | —       |
| 22               | Хамидулло Абдунабиев    | Олимпик Ташкент | 20 августа 2002 | 22 года | —       | —       |
| Защитники        |                         |                 |                 |         |         |         |
| 2                | Саидазамат Мирсаидов    | Олимпик Ташкент | 19 июля 2001    | 23 года | —       | —       |
| 3                | Абдукодир Хусанов       | Ланс            | 29 февраля 2004 | 20 лет  | —       | —       |
| 4                | Хусниддин Аликулов*     | Ризеспор        | 4 апреля 1999   | 25 лет  | —       | —       |
| 5                | Мухаммадкодир Хамралиев | Пахтакор        | 6 июля 2001     | 23 года | —       | —       |
| 6                | Иброхимхалил Юлдошев    | Кайрат          | 14 февраля 2001 | 23 года | —       | —       |
| 13               | Зафармурод Абдурахматов | Насаф           | 28 апреля 2003  | 21 год  | —       | —       |
| 16               | Асадбек Рахимжонов      | Олимпик Ташкент | 17 февраля 2004 | 20 лет  | —       | —       |
| Полузащитники    |                         |                 |                 |         |         |         |
| 7                | Аббосбек Файзуллаев     | ЦСКА Москва     | 3 октября 2003  | 20 лет  | —       | —       |
| 10               | Жасурбек Жалолиддинов   | Нефтчи Фергана  | 15 мая 2002     | 22 года | —       | —       |
| 11               | Остон Урунов*           | Персеполис      | 19 декабря 2000 | 23 года | —       | —       |
| 15               | Умарали Рахмоналиев     | Рубин           | 18 августа 2003 | 20 лет  | —       | —       |
| 17               | Диёр Холматов           | Пахтакор        | 22 июля 2002    | 22 года | —       | —       |
| 18               | Абдурауф Буриев         | Пахтакор        | 20 июля 2002    | 22 года | —       | —       |
| 19               | Иброхим Иброхимов       | Пахтакор        | 12 января 2001  | 23 года | —       | —       |
| 21               | Бехруз Аскаров          | Пахтакор        | 8 марта 2003    | 21 год  | —       | —       |
| Нападающие       |                         |                 |                 |         |         |         |
| 8                | Русланбек Джиянов       | Навбахор        | 5 июня 2001     | 23 года | —       | —       |
| 9                | Хусаин Норчаев          | Нефтчи Фергана  | 6 февраля 2002  | 22 года | —       | —       |
| 14               | Элдор Шомуродов* (к)    | Рома            | 29 июня 1995    | 29 лет  | —       | —       |
| 20               | Алишер Одилов           | Олимпик Ташкент | 15 июля 2001    | 23 года | —       | —       |
| Главный тренер   |                         |                 |                 |         |         |         |
| Флаг Узбекистана | Тимур Кападзе           | Тимур Кападзе   | 5 сентября 1981 | 42 года |         |         |

Групповой этап
| Поз | Команда                  | И | В | Н | П | МЗ | МП | РМ | О | Квалификация     |
| --- | ------------------------ | - | - | - | - | -- | -- | -- | - | ---------------- |
| 1   | Египет                   | 3 | 2 | 1 | 0 | 3  | 1  | +2 | 7 | Выход в плей-офф |
| 2   | Испания                  | 3 | 2 | 0 | 1 | 6  | 4  | +2 | 6 | Выход в плей-офф |
| 3   | Доминиканская Республика | 3 | 0 | 2 | 1 | 2  | 4  | −2 | 2 |                  |
| 4   | Узбекистан               | 3 | 0 | 1 | 2 | 2  | 4  | −2 | 1 |                  |

| Узбекистан             | 1:2     | Испания                       |
| ---------------------- | ------- | ----------------------------- |
| Шомуродов 45+3′ (пен.) | (отчёт) | Пубиль 28′ · Гомес Мартин 62′ |

| Узбекистан | 0:1     | Египет   |
| ---------- | ------- | -------- |
|            | (отчёт) | Кока 11′ |

| Доминиканская Республика | 1:1     | Узбекистан |
| ------------------------ | ------- | ---------- |
| Нуньес 51′ (пен.)        | (отчёт) | Одилов 58′ |